# Venus y Amor descubiertos por un sátiro
Venus y Amor descubiertos por un sátiro (en italiano: Venere e Amore spiati da un satiro) es un cuadro del pintor italiano Antonio Allegri da Correggio. Está realizado en óleo sobre lienzo, y fue pintado hacia 1524-1525, encontrándose actualmente en el Museo del Louvre de París, Francia, donde se exhibe con el título de Vénus et l'Amour découverts par un satyre. Tradicionalmente fue conocido con el de Júpiter y Antíope (en italiano, Giove e Antiope) porque en el siglo XVIII se pensaba que este cuadro retrataba a Júpiter y Antíope, y aún hoy puede ser mencionado con este título.
Es un cuadro de tema mitológico. Es una alegoría del amor terrenal. A este cuadro se le relaciona con La educación del Amor, conservado en la National Gallery de Londres, y que representaría el amor sacro. Ambas pinturas datan en torno a 1524-1527. Se ha señalado como posible comitente al conde Nicola Maffei, pariente cercano de Federico II Gonzaga, en cuya casa se encontrarían estas pinturas desde 1536, fecha de la muerte de Maffei.
Antíope de Tebas era hija del rey Nicteo de Tebas (o, según otros, del dios fluvial Asopos), cuya belleza llamó la atención de Zeus. Este la sedujo adoptando la forma de un sátiro. Tradicionalmente se ha considerado que en el cuadro está representada Antíope dormida, con Cupido a su lado, también dormido. La acecha Zeus en forma de sátiro. Actualmente, la figura femenina desnuda se relaciona con Venus, la diosa del amor y de la belleza, siendo un simple sátiro quien la observa a ella y a su hijo Cupido. Hay una antorcha entre la figura femenina y Cupido, símbolo tradicional de la diosa y no de Antíope.

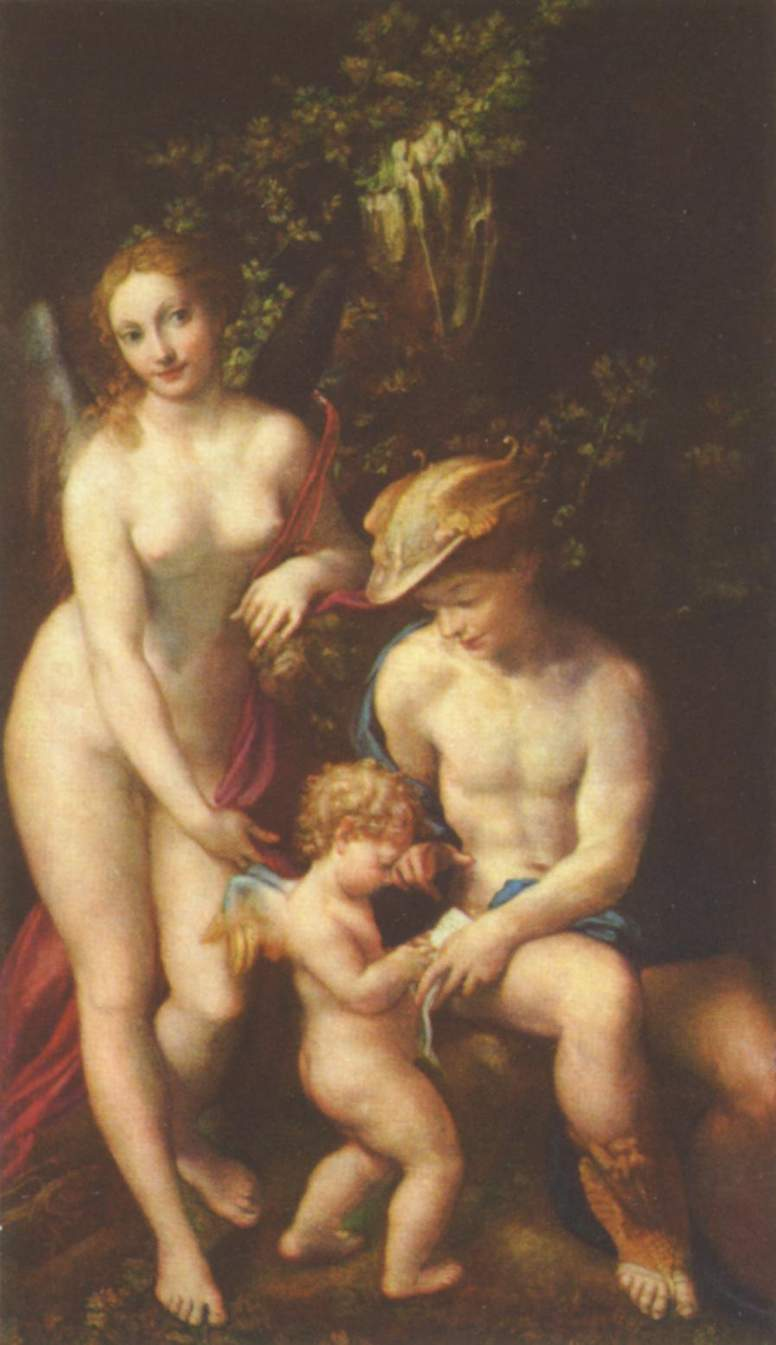
La educación del Amor, o Venus, Mercurio y Amor, h. 1525, lienzo, 155 × 92 cm, National Gallery de Londres, cuadro que se considera pendant de este Venus y Amor descubiertos por un sátiro

Es un cuadro típico del manierismo, en el que ya no se respeta el equilibrio del Alto Renacimiento. Al contrario, las figuras adoptan posturas retorcidas y se colocan en forma diagonal. Correggio trabaja con modulaciones cromáticas, logrando imprimir un aspecto suave y mórbido en los cuerpos de la diosa y su hijo. La luz baña las figuras dotándolas de una cierta ingravidez. Esa luz que incide sobre los cuerpos realza la composición en diagonal.
La figura del sátiro es escultórica, recordando a la obra de Miguel Ángel.
La impresión general es de sensualidad, gracias a la adopción de una línea sinuosa, color atmosférico, luz crepuscular y un modelado voluptuoso.